# L'Étoile du Bronx
Pour plus de détails, voir Fiche technique et Distribution.
L'Étoile du Bronx (Rebound: The Legend of Earl "The Goat" Manigault) est un téléfilm américain réalisé par Eriq La Salle, sorti en 1996.

## Synopsis
L'histoire du basketteur Earl Manigault.

## Fiche technique
- Titre : L'Étoile du Bronx
- Autre titre : L'Étoile de Harlem
- Titre original : Rebound: The Legend of Earl "The Goat" Manigault
- Réalisation : Eriq La Salle
- Scénario : Alan Swyer et Larry Golin
- Musique : Kevin Eubanks
- Photographie : Alar Kivilo
- Montage : Gary Karr
- Production : David Coatsworth
- Société de production : HBO Films, The Badham Company et Way Out Pictures
- Pays :  États-Unis
- Genre : Biopic et drame
- Durée : 120 minutes
- Première diffusion : 
  -  États-Unis : 23 novembre 1996
  -  France : 13 novembre 2001

## Distribution
- Don Cheadle : Earl "The Goat" Manigault
- James Earl Jones : Dr. McDuffie
- Michael Beach : Legrand
- Ronny Cox : Coach Scarpelli
- Loretta Devine : Mlle. Mary
- Glynn Turman : le coach Powell
- Monica Calhoun : Evonne
- Colin Cheadle : Earl jeune
- Michael Ralph : Dion
- Daryl Mitchell : Dean Meminger
- Nicole Ari Parker : Wanda
- Tamara Tunie : Mlle. Marcus
- Kareem Abdul-Jabbar : lui-même
- Chick Hearn : lui-même
- Cress Williams : Kimbrough
- Clarence Williams III : le coach Pratt
- Eriq La Salle : Diego
- Forest Whitaker : M. Rucker
- Kevin Steward : Cedrick
- Harvey Atkin : Marty Glickman
- Wren T. Brown : Pluckie
- Juan Chioran : Angel
- Brian Dawkins : Tony
- Deanthony Langston : Lew Alcindor
- Chad Mason : Tony jeune
- Omar McIntosh : Earl Jr.
- Fedel Mercury : "The Soul"
- Merwin Mondesir : Cedrick jeune
- Keith Robinson : Dion jeune
- Avery Kidd Waddell : Curtis
- Daniel Wong : Dean Meminger jeune
- Joe Smith : Connie Hawkins
- Jerome Richardson : Sherman White
- Steve Mark Thompson : Herman "The Helicopter"
- Nigel Miguel : Sonny Johnson
- Charles Rochelin : Jackie Jackson
- David Brown : Cleo Hill
- Kevin Garnett : Wilt "The Stilt" Chamberlain
- Mitchell Butler : Earl "The Pearl" Monroe
- Keith Gibbs : Billy Cunningham
- Gary Maloncon : Nate Bowman

## Distinctions
Le film a été nommé aux NAACP Image Awards dans les catégories Meilleur téléfilm ou mini-série et Meilleur acteur dans un téléfilm ou une mini-série pour Don Cheadle.